# Foucher et Delachanal
Foucher et Delachanal war ein französischer Hersteller von Fahrrädern und Automobilen.

## Unternehmensgeschichte
Das Unternehmen Foucher et Delachanal aus Paris wurde 1891 zur Fahrradproduktion gegründet. 1897 begann die Produktion von Automobilen. 1900 endete die Automobilproduktion.

## Automobile
Das einzige Modell war eine Voiturette mit drei Sitzplätzen. Für den Antrieb sorgte ein horizontaler Zweizylindermotor mit drei PS. Die Motorleistung wurde über Riemen auf ein Vorgelege übertragen und von dort mit zwei Ketten zur Hinterachse.

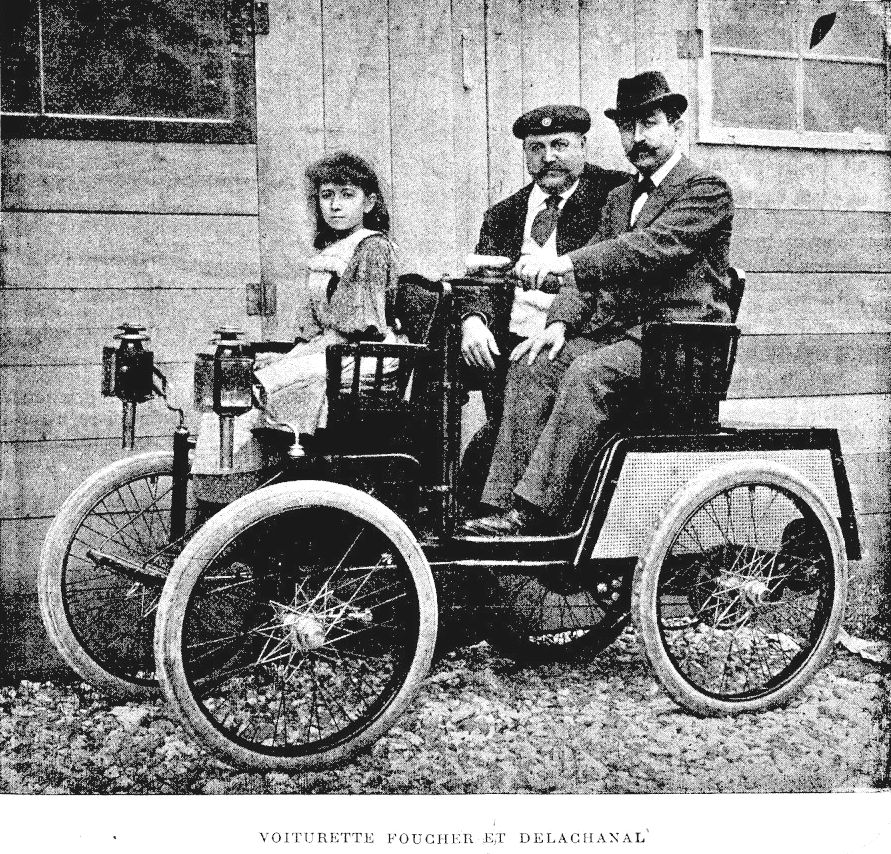
3 CV Voiturette (1897)
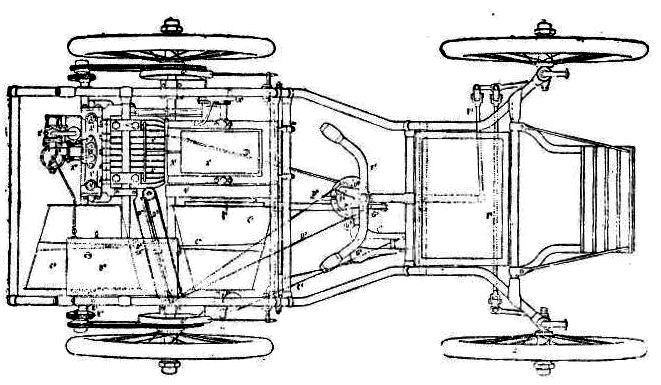
3 CV Voiturette (1897), Draufsicht
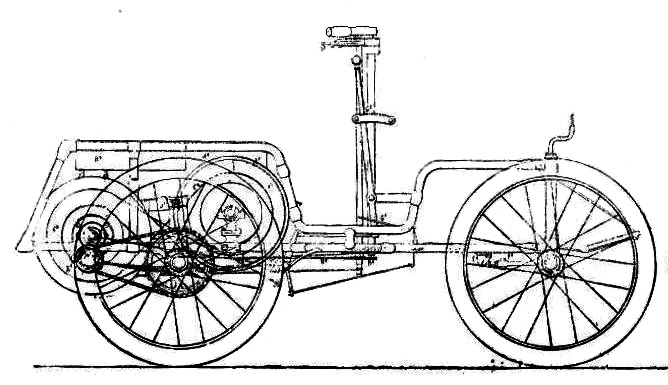
3 CV Voiturette (1897), Seitenansicht